# Sam Barry
Justin McCarthy Barry, detto Sam (Aberdeen, 17 dicembre 1892 – Berkeley, 23 settembre 1950), è stato un allenatore di pallacanestro, allenatore di football americano e allenatore di baseball statunitense.
È membro del Naismith Memorial Basketball Hall of Fame dal 1979.